# Zui Quan (filme)
Zui Quan (no Brasil: O Mestre Invencível; em Portugal: O Grande Mestre dos Lutadores; em chinês: 醉拳, Punho Bêbado) é um filme de artes marciais e de comédia de Hong Kong, de 1978, dirigido por Yuen Woo-ping e estrelado por Jackie Chan, Hwang Jang-lee e Yuen Siu-tin (Simon Yuen) (também conhecido como Yuen Siu-tien).

## Sinopse
Wong Fei-hung (Jackie Chan) estrela como o filho jovem travesso de um mestre de uma escola de artes marciais, que vive fazendo palhaçadas constantemente, quando na verdade deveria estar aprendendo kung fu. Depois que seu golpe cômico fere o filho de um homem poderoso, seu pai recruta um tio sádico para ensinar o filho um pouco de autodisciplina. Este homem esquisito, que possui reputação de aleijar seus alunos, tenta ensinar a Fei-hung um estilo estranho de kung fu. De início, Fei-hung resiste, mas depois de perder uma luta para um assassino local, que fora contratado para matar seu pai, ele percebe que deve dominar a arte especial do Pugilista Embriagado.